# Reconquista do Recife
A Reconquista do Recife ou Segundo Cerco de Recife foi um confronto militar entre as forças portuguesas, sob o comando de Francisco Barreto de Meneses, e as tropas holandeses comandadas pelo capitão Walter van Loo. Após terem sofrido pesadas derrotas nas duas Batalhas dos Guararapes, os holandeses refugiaram-se no Recife (ou Mauritsstad) com todas as tropas que lhes restavam na região para uma derradeira resistência. Os portugueses, porém, conquistaram a cidade após pesados combates e os holandeses foram oficialmente expulsos do Brasil.

## Contexto
Os colonos portugueses em torno de Pernambuco nunca aceitaram bem o domínio holandês protestante e os terratenentes também se insurgiam contra as elevadas taxas exigidas pela Companhia Holandesa das Índias Ocidentais a troco de empréstimos para reconstruírem as suas plantações, destruídas quando se dera a conquista holandesa. Portugal restaurou a sua independência em 1640 e a Companhia chamou à Europa o capaz governador João Maurício de Nassau quatro anos mais tarde, de forma a conter despesas militares. Não muito tempo depois, em Junho de 1645, eclodiu a Insurreição Pernambucana. 
Os colonos portugueses triunfaram sobre as tropas holandesas na Batalha do Monte das Tabocas e naquele mesmo ano de 1645 reconquistaram Várzea, Sirinhaém, Pontal da Nazaré, Porto Calvo e o forte Maurits, cujos principais moradores tinham sido antecipadamente avisados por João Fernandes Vieira. O forte de Pontal da Nazaré foi cercado e tomado por acordo com o seu comandante, Theodoro van Hoogstraten, que passou ao serviço do rei de Portugal, converteu-se ao catolicismo e recebeu o posto de mestre de campo na Bahia. Foi também tomado aos holandeses o forte de Santa Cruz, situado no istmo de areia que garantia as comunicações entre o Recife e Olinda.
Em 1646, a GWIC já só dominava quatro pequenos enclaves na costa brasileira, dos quais o mais importante era a cidade de Recife.

## O cerco
Devido à falta de gente e apetrechos de guerra, os portugueses limitaram-se a bloquear a cidade de Recife do lado de terra a uma distância segura, sem passarem à sua expugnação por assalto, o que, mesmo assim, impedia os holandeses de cultivarem açúcar ou tirarem qualquer proveito da região em redor. As continuas sortidas que os holandeses faziam contra as estâncias dos portugueses eram sempre rechaçadas.
Na Primavera de 1646, chegou a Recife uma expedição holandesa de reforço com 20 navios e 2000 homens, que logrou adiar a queda a cidade. Comandava-a Sigismundo van Schkoppe. Saiu van Schkoppe à cabeça das suas tropas em direcção a Olinda para tentar recuperar esta cidade, porém viu-se obrigado a retirar-se para o Recife.
Os holandeses abandonaram o Itamaracá a 13 de Dezembro de 1647. Nesse ano, a província da Zelândia, que se encontrava profundamente envolvida nos negócios do Brasil, obteve das restantes províncias holandesas a promessa de ajuda para reconquistar o Brasil caso aceitassem a paz de Munster, que os Estados Gerais queriam assinar com Espanha. A 26 de Dezembro de 1647 a nova expedição de reforço partiu para o Brasil, consistindo ela em 41 navios e 6000 homens.
A expedição holandesa chegou com atraso ao Brasil, já com muitos soldados mortos devido a doença ou em estado de rebelião devido à falta de pagamento de soldos. Os portugueses derrotaram depois os holandeses na primeira Batalha dos Guararapes, travada nas imediações de Recife. Os portugueses tinham enviado uma armada de 84 navios para reconquistar a cidade de Recife, e na frota incluíam-se 18 navios de guerra. Os portugueses novamente derrotaram os holandeses na segunda Batalha dos Guararapes no mês de Fevereiro de 1649.

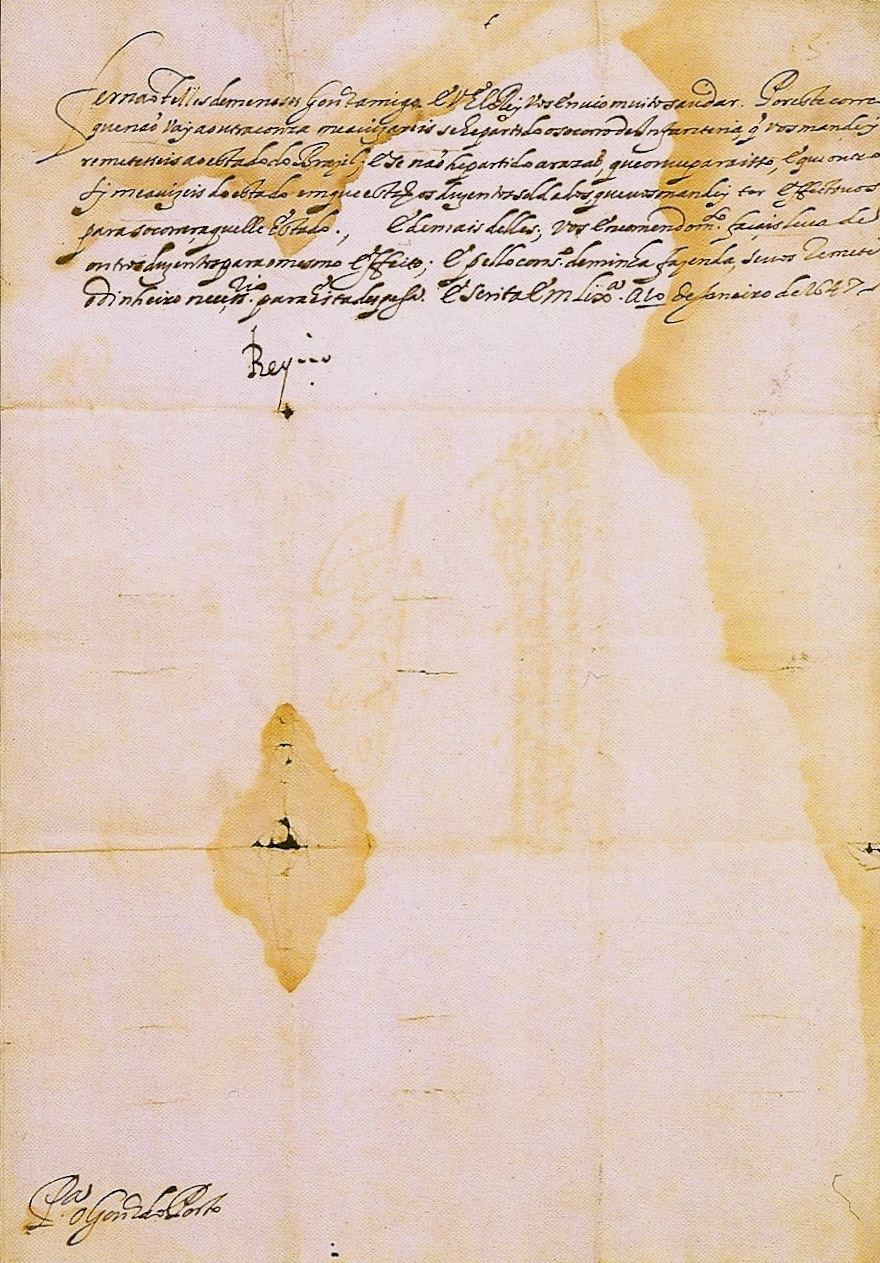
Carta manuscrita por D. João IV em que mandava reconquistar o Recife.

Depois de terem alguns corsários holandeses estabelecidos no Brasil surpreendido a frota da Companhia Geral do Comércio do Brasil a 9 de Junho de 1653 e apresado quatro dos seus dezoito navios, o rei português D. João IV decidiu conquistar o Recife por assalto. Para tanto partiu de Lisboa a frota da Companhia Geral muito reforçada e comandada por Pedro Jacques de Magalhães. Chegou ao Recife a 20 de Dezembro, com ordens para dar força moral aos sitiantes.

### Derradeiros ataques, Janeiro 1654
Acertados os planos entre os comandantes do exército sitiante e a frota, foram cavadas trincheiras e aproches em direcção ao forte do Rego primeiro, mais perto de Olinda, que capitulou na noite de 15 de Janeiro de 1654, com oito oficiais e 70 soldados. Seguiu-se a capitulação do forte de Altenar, cuja guarnição de 185 praças obrigou o comandante Berghen render-se dia 19. Na noite seguinte decidiram os holandeses concentrar as suas forças em Recife e retiraram a guarnição instalada nos Afogados.
Retirados os holandeses dos Afogados e denunciado aos portugueses que se fosse ocupado certo posto em frente ao Forte das Cinco Pontas a praça ficaria sem abastecimento de água, reuniram-se os comandantes lusos em conselho, do qual saiu a resolução de mudar o plano de ataque, deslocando as tropas para o lado oposto do Recife.
Para o local acordado avançaram as tropas comandadas por André Vidal de Negreiros mas os holandeses adiantaram-se e, com 50 homens, às ordens de um filho falecido do coronel Brinck, reocuparam o antigo reduto Amélia, a 200 braças além do Forte das Cinco Pontas, num local hoje chamado Cabanga. Este reduto foi, no entanto, tomado por André Vidal e os seus homens às nove da noite de dia 21.

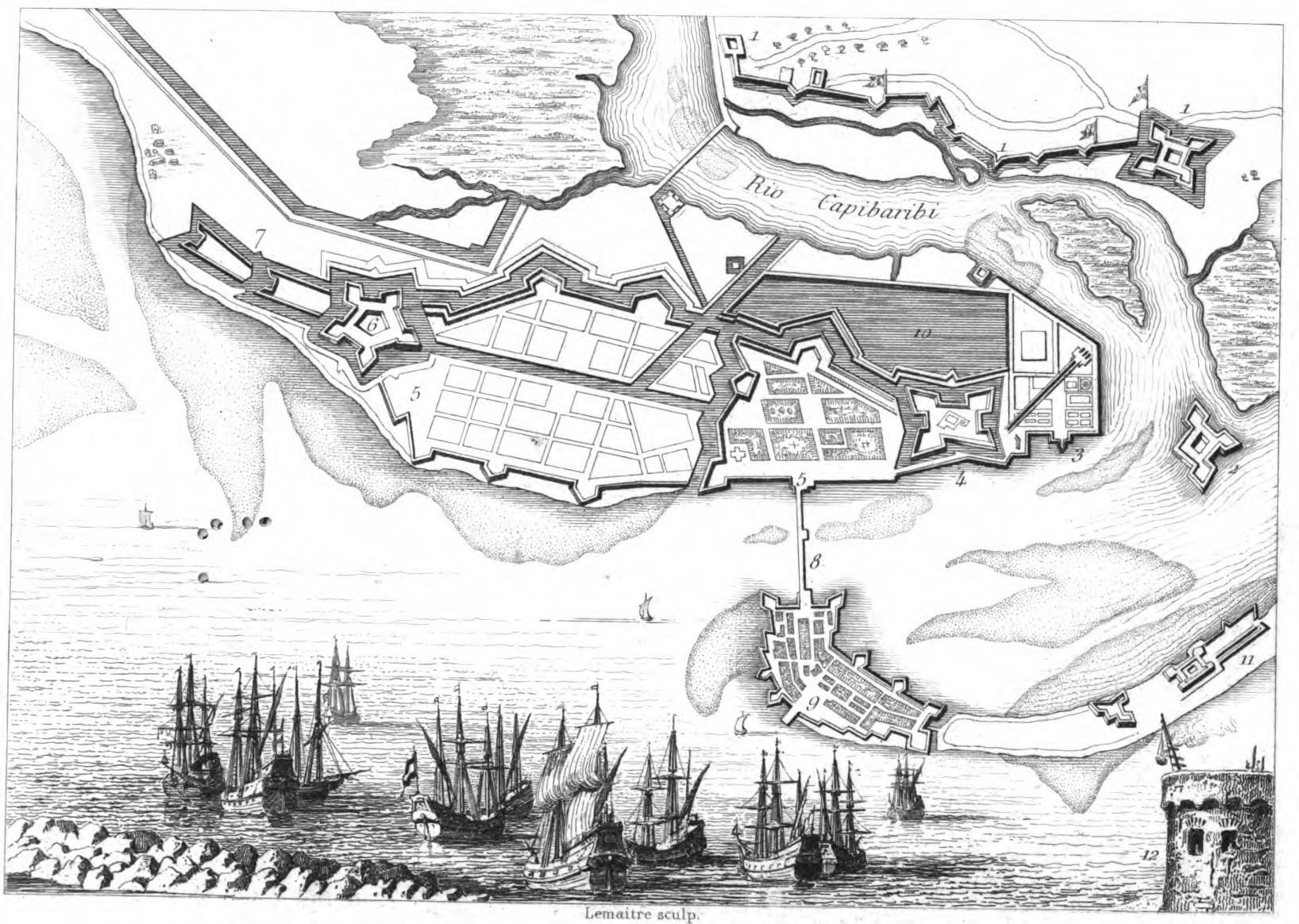
Assédio do Recife, cópia de uma gravura contemporânea.

No dia seguinte à tomada do forte Amélia começaram as escavações de trincheiras em direcção ao Forte das Cinco Pontas. Este forte fora comandado pelo transfuga Claes até pouco tempo antes, porém, talvez por temor de ser capturado pelos portugueses, pedira a transferência a pretexto de estar desavindo com a guarnição. Fora substituído por Walter van Loo. Van Loo pediu tréguas dia 23 a Francisco Barreto para se discutir a paz e no dia seguinte começaram as negociações em duas tendas montadas na campina chamada Taborda, em frente ao forte, razão pela qual ficou conhecida como Capitulação do Campo de Taborda. Da parte dos portugueses participaram como comissários o auditor-geral Francisco Álvares Moreira, o capitão-secretário-do-exército Manuel Gonçalves Correia e o capitão reformado Afonso de Albuquerque e André Vidal, este para tratar dos assuntos militares; da parte do holandeses, o conselheiro Gisbert de With, o presidente do escabinos e director das barcas Huybrecht Brest, o capitão Walter van Loo e o tenente-coronel van De Wall da parte dos holandeses. A capitulação dos holandeses foi assinada na noite de 26 de Janeiro.

## Rescaldo
No dia seguinte à assinatura da rendição os portugueses tomaram posse das fortalezas exteriores e do bairro de Santo António, denominado Mauritsstad ou Cidade Maurícia. Só a 28 de Janeiro é que o general Francisco Barreto e o seu estado maior se apresentaram a cavalo diante das portas da cidade com as tropas em armas, aguardando-os aqui o tenente-general Sigismundo von Schkoppe e os seus ajudantes, a pé. Apeou-se o general Francisco Barreto para a cerimónia da recepção das chaves ao som dos disparos da artilharia e fuzilaria.
De seguida o general Francisco Barreto prosseguiu pela cidade a pé, levando à sua direita o general van Schkoppe, que tratou com cortesia e cuja casa visitou. Depois passou à cidade de Recife e passou a alojar-se nas casas do Conselho da cidade.
Os soldados holandeses contabilizavam mais de mil e foram mandados aquartelarem-se em Olinda, atribuindo-se uma pataca de 480 reis a cada um. Os ameríndios e africanos que serviram sob os holandeses foram integrados nas fileiras lusas. Os despojos eram de grande valor: 464 casas incluíndo o palácio do governador, cerca de 300 canhões, 38,000 balas, mais de 5,000 espingardas, quase 2,000 arrobas de pólvora etc.
O capitão Manuel de Azevedo foi destacado para tomar posse da ilha de Itamaracá, onde mandava o tenente-coronel Lobbrecht e, na Paraíba, o coronel Hautijn. A ambos e aos comandantes do Rio Grande, Ilha de Fernando e Ceará, Schonemborch, Schkoppe e Haecx prepararam uma circular em holandês para que se rendessem.
Antes que lá chegassem as notícias da capitulação, durante as negociações fugiu do Recife o tenente coronel Claes disfarçado de pescador e, aportando em Paraíba, espalhou notícias tão aterradoras que o coronel Hautijn e os demais holandeses ali residentes embarcaram precipitadamente sem disporem dos bens e dos escravos, que se embrenharam no sertão. Antes de partir, o coronel Hautijn libertou os cativos portugueses e entregou-lhes a fortaleza. Em Itamaracá o tenente-coronel Lobbrecht entregou-se com 220 soldados. As guarnições de Rio Grande também partiram antes de chegar a capitulação.
Todas as tropas holandeses foram expulsas do Brasil, pondo assim fim à colónia de Niew Netherlands, ou Novos Países Baixos.
O capitão Álvaro de Azevedo Barreto partiu para o Ceará por mar com tropas e tomou posse da região a 20 de Maio. André Vidal ficou encarregado de levar a Portugal as felizes notícias; chegou a Lisboa a 19 de Março.
A boa nova da rendição dos holandeses foi grandemente festejada. Na manhã seguinte foi cantado um Te Deum na capela real, que se repetiu pelas igrejas da capital; no dia seguinte D. João IV partiu em procissão para a Sé de Lisboa com toda a Corte, para depois se ocupar de distribuir as recompensas a quem as havia merecido depois de tantos trabalhos.